# Lebien
Lebien è una frazione della città tedesca di Annaburg.